# Michael Lütje

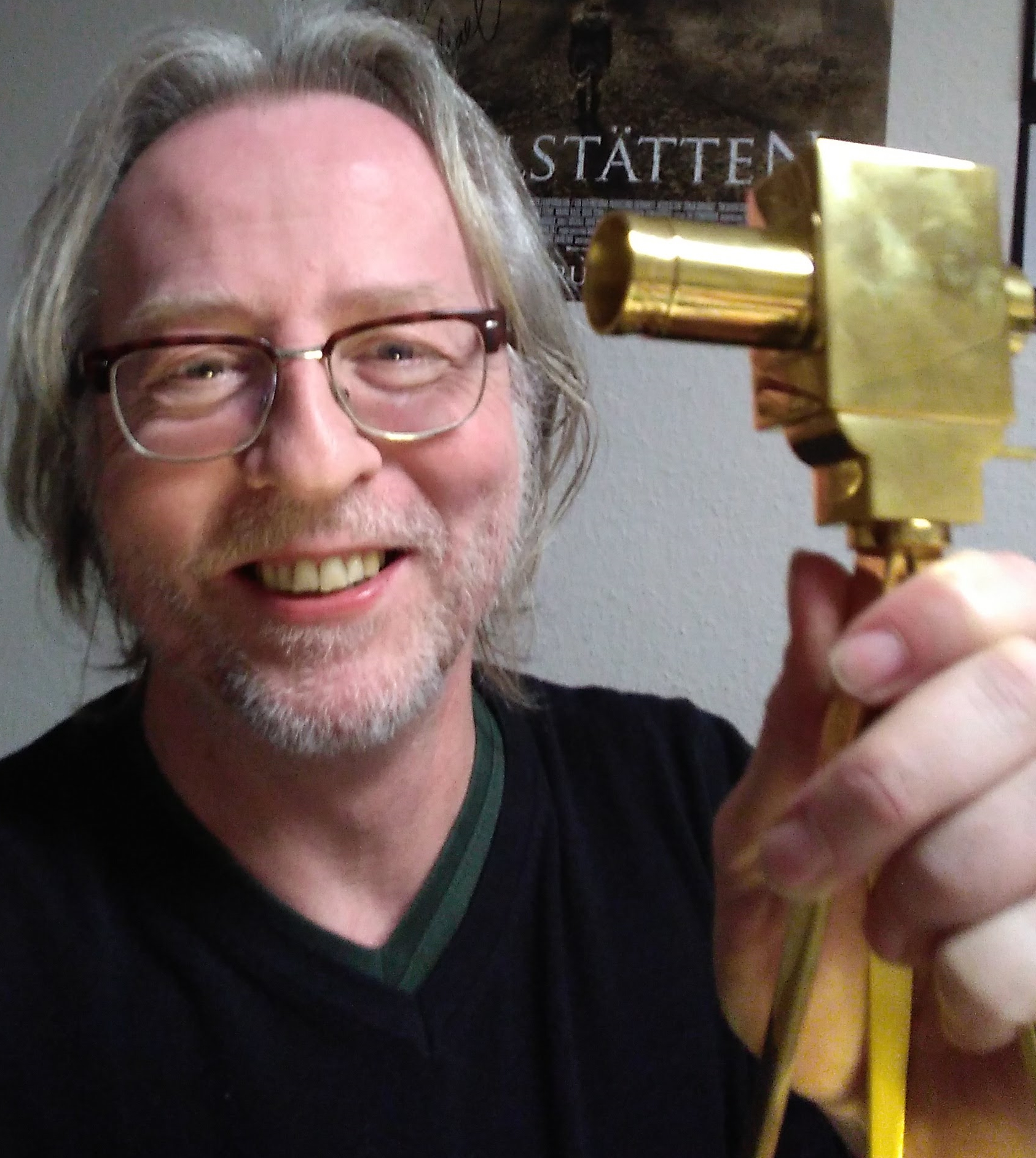
Michael Lütje (2018) mit „geliehener“ Goldener Kamera

Michael Lütje (* 16. Juni 1966 in Heide) ist ein deutscher Filmregisseur, Filmproduzent und Drehbuchautor.

## Leben
Lütje ist seit 2011 Mitglied des gemeinnützigen Vereins Projekt Kino e. V., welchen er seit dem Jahr 2013 als 1. Vorsitzender leitet. Hier wirkte er als Darsteller im ausgezeichneten Kurzfilm Dithmacula mit. Der Verein beschäftigt sich mit der Förderung des regionalen Filmnachwuchses. Seitdem unterstützt er Filmproduktionen als Autor, Co-Autor, Drehbuchberater, Kleindarsteller oder Regisseur.
Seit 2015 ist er als Marketing- und Eventmanager (IHK) und Producer eine wichtige Planungsstütze für eine Filmproduktions- und Filmverleihfirma. Neben der Stoffentwicklung und -bewertung ist er auch Ansprechpartner für die Presse- und Öffentlichkeitsarbeit sowie Kontakt zu verschiedensten Filmförderinstitutionen.
2012 drehte Lütje sein erstes engagiertes Kurzfilmprojekt Operation A.P.Q. und übernahm die Produktionsleitung und die Regie. 
2014 unterstützte Lütje die Dreharbeiten zum Regiedebüt von Michael David Pate Gefällt mir als Assistant Director 2nd Unit und war ebenso als Co-Regisseur beim Projekt-Kino-Film April, April tätig.
2015 übernahm Lütje für den Kinofilm Kartoffelsalat – Nicht fragen! die Marketingleitung und Pressebetreuung. In dem Spielfilm traten vor allem bekannte deutsche YouTuber wie Torge Oelrich, Bianca Heinicke, Simon Desue, Y-Titty oder Dagi Bee als Darsteller auf. Des Weiteren aber auch prominente Schauspieler wie Otto Waalkes, Martin Schneider, Wolfgang Bahro und Jenny Elvers. Die Herstellung sowie die Vermarktung des Films geschahen ohne jegliche Fördermittel oder einen großen Verleih. Dennoch wurde er im deutschsprachigen Raum in ca. 500 Kinos ausgewertet und spielte mit knapp 500.000 Zuschauern über 3,4 Millionen Euro ein.
2016 wurde von Lütje die Produktionsleitung für die mehrteilige, von der Take 25 Pictures GmbH für DMAX produzierte, Realitysoap Die Wracktaucher übernommen, die im Jahre 2017 ausgestrahlt wurde. Zudem feierte sein, mit Projekt Kino produzierter, Langfilm Hardboiled Crime Story Premiere und wurde auf dem Norddeutschen Filmfest in Rendsburg präsentiert. Hier übernahm Lütje Regie, Schnitt und Sounddesign.
2019 drehte Lütje als Producer und Production-Coordinator den Kinofilm Kartoffelsalat 3 – Das Musical, für den er auch in Zusammenarbeit mit dem Regisseur Michael David Pate und weiteren Co-Autoren das Drehbuch schrieb.
2021 ist im Juli der Kinostart des Abenteuer-Spielfilms Hohnbeer – Das Geheimnis der Westeregge erfolgt. Die Premiere im Rahmen des Dithmarscher Kultursommers 2021 war ein großer Erfolg.
2022 hat Michael Lütje dann für den Take-25-Pictures-Kinofilm BROKE. ALONE. A Kinky Love Story, für den er auch als Autor tätig war, die Rolle des Producers und der Herstellungsleitung übernommen. Der Kinostart erfolgte im September 2024.
Lütje lebt in Heide in Schleswig-Holstein.

## Filmografie (Auswahl)

### Regie
- 2012: Operation A.P.Q.
- 2014: Gefällt mir (2nd Unit Assistant Director)
- 2014: April, April (Co-Regie)
- 2016: Hardboiled Crime Story
- 2021: Hohnbeer – Das Geheimnis der Westeregge

### Drehbuch
- 2012: Operation A.P.Q.
- 2016: Hardboiled Crime Story
- 2019: Kartoffelsalat 3 – Das Musical
- 2021: Hohnbeer – Das Geheimnis der Westeregge
- 2024: BROKE. ALONE. A Kinky Love Story

### Produktion
- 2012: Operation A.P.Q.
- 2016: Die Wracktaucher (TV)
- 2016: Hardboiled Crime Story
- 2019: Kartoffelsalat 3 – Das Musical
- 2021: Hohnbeer – Das Geheimnis der Westeregge
- 2024: BROKE. ALONE. A Kinky Love Story

### Darsteller
- 2011: Dithmacula
- 2014: Gefällt mir
- 2014: April, April
- 2019: Kartoffelsalat 3 – Das Musical

## Auszeichnungen
- Emmi, verliehen im Landeshaus Kiel für herausragende Leistungen im Bereich der Vermittlung und der Pflege der niederdeutschen Sprache im Kinder- und Jugendbereich[5]

## Musik
Seit vielen Jahren ist Lütje auch musikalisch im Gesangsbereich tätig. So ist er Sänger der plattdeutschen Big-Band Taxi to Junction und der Band Jeremy and the fairytales.